# Batoungouana
Batoungouana, parfois appelé Bah par apocope, est une commune rurale située dans le département de Léna de la province du Houet dans la région des Hauts-Bassins au Burkina Faso.

## Éducation et santé
Batoungouana accueille un centre de santé et de promotion sociale (CSPS).